# Jovani
Jovani (talvolta DJ Jovani), pseudonimo di Jonas Nainys (Pasvalys, 25 giugno 1983), è un produttore discografico, disc jockey e conduttore televisivo lituano.

## Biografia
Nainys, laureatosi in filosofia alla Vilniaus universiteto Šiaulių akademija, si è avvicinato al mondo dello spettacolo nel 2006, partecipando assieme a Julija Želnovaitė al reality Ideali pora, andato in onda su LNK, dove i due sono stati dichiarati i vincitori del programma.
Ha lavorato per un periodo come conduttore per l'emittente radiofonica ZIP FM, e ha fondato con Rolandas Mackevičius il duo musicale Radistai DJ's. Nel 2013 è stato pubblicato il suo album in studio d'esordio One Dream e ha co-condotto l'edizione annuale dei Muzikos asociacijos metų apdovanojimai, ruolo ricoperto anche l'anno dopo. È stato anche mentore alla quarta stagione di Lietuvos balsas, l'adattamento lituano di The Voice.
Keep It to Myself, in duetto con Jazzu, è finito in lizza per il M.A.M.A. alla canzone dell'anno; tuttavia, il riconoscimento è andato a In My Mind di Dynoro. Si è conteso due statuette alla cerimonia nel gennaio 2020 e l'anno dopo si è portato a casa il trofeo per l'interprete o gruppo di musica elettronica dell'anno.
Nel settembre 2024 è avvenuta la pubblicazione del suo secondo LP, dal titolo Noriu šokt; classificatosi al 4º posto della Albumų Top 100, esso gli ha fatto guadagnare un secondo premio M.A.M.A. e contiene il tormentone estivo Iš lėto leidžiasi Saulė, che riprende Karalių paslaptys, brano del 1997 del celebre gruppo dance Karališka Erdvė, e che conta la partecipazione vocale di Remis Retro. Iš lėto leidžiasi Saulė, candidato per un M.A.M.A, ha raggiunto il 2º posto della Singlų Top 100 ed è stato certificato platino dalla AGATA per gli oltre 4 milioni di stream accumulati in territorio lituano sui servizi di streaming audio.

## Discografia

### Da solista

#### Album in studio
- 2013 – One Dream
- 2024 – Noriu šokt

#### Singoli
- 2017 – Hidden Faces (feat. Gytlaz)
- 2017 – Miami Dream
- 2017 – What About Us (con Lennart Salomon)
- 2017 – In My Blood (feat. Beatrich)
- 2017 – Find You (con Beatrich)
- 2017 – Feel the Vibe (con Emie)
- 2017 – Baby (con Emie)
- 2017 – Adopted Child of Love (feat. Beissoul & Einius)
- 2018 – Keep It to Myself (feat. Jazzu)
- 2019 – Miracle (feat. Emie)
- 2019 – I Should Have Known (con Jazzu)
- 2019 – Wildest Dreams (con Justinas Jarutis)
- 2019 – Figure It Out (con Youth Appeal)
- 2019 – Stop the Show (con John Duff)
- 2020 – Half Life (feat. Dvniel)
- 2020 – 20 Seconds (con Jessica Shy)
- 2020 – Banger
- 2020 – Crazy (con Justinas Jarutis)
- 2020 – Tokyo
- 2020 – Giorgio Armani (con Séb Mont)
- 2021 – Be Right Back (con Embody e Vassy)
- 2021 – Save Me from Myself (con NotSoBad e Amanda Collis)
- 2022 – Better Without You
- 2022 – You Make Me
- 2022 – Running Heart (con NotSoBad e Chris Crone)
- 2022 – Another Love (con Embody e Lazar)
- 2022 – Oculus (con Danell Arma)
- 2023 – Never Say Never (con Max Fail)
- 2023 – Iš lėto leidžiasi Saulė (con i Karališka Erdvė feat. Remis Retro)
- 2023 – Red Flags (con Embody)
- 2023 – Can't Stop Loving You (con NotSoBad)
- 2023 – You're My Heart, You're My Soul (feat. Ruta Mur)
- 2024 – Star (con Donny Montell)
- 2024 – I'll Fly with You (con Chris Crone)
- 2024 – Nebijok (con Jurga)
- 2024 – Jūra (con Taja)
- 2024 – Reivo šalis (con Junior e Remis Retro)
- 2024 – Perkūnas (con Petunija)
- 2025 – Šokame kartu (con Senjasa)
- 2025 – Get Somebody
- 2025 – Laikyk arčiau (con Ieva Veri e Jurijus)
- 2025 – Tell Me Why (con Chris Crone)
- 2025 – Ką laimėjom? (con Nombeko Augustė)

### Radistai DJ's
- 2016 – On Road